# Гарри Гудини
Га́рри Гуди́ни (англ. Harry Houdini, при рождении Э́рик Вайс венг. Weisz Erik, в США — англ. Ehrich Weiss; 24 марта 1874, Будапешт, Австро-Венгрия — 31 октября 1926, Детройт, США) — американский иллюзионист, филантроп и актёр. Прославился разоблачением шарлатанов и сложными трюками с побегами и освобождениями.

## Биография
Как свидетельствуют документы, Гудини родился в Будапеште в семье раввина, хотя сам он утверждал, что местом его рождения является американский штат Висконсин. Его родители эмигрировали в США 3 июля 1878 года, когда Эрику было четыре года. Первоначально семейство обосновалось в городке Эпплтон (штат Висконсин), где его отец — Меер Сэмюэл Вайс (1829—1892) — получил пост раввина реформистской синагоги Zion Reform Jewish Congregation (реформистская еврейская община Сиона). В 1887 году Гудини с отцом переехали в Нью-Йорк, где к ним вскоре присоединились мать артиста Сесилия (Цецилия) Штайнер (1841—1913) и шестеро его братьев и сестёр. В семье говорили на идише, немецком и венгерском языках. В детстве и юности наиболее близкие и теплые отношения связывали Гудини с его матерью — заботливая и добрая Сесилия поддерживала начинания сына и старалась сохранить дома здоровую атмосферу, несмотря на неодобрение отца. Из-за переездов нормального обучения в школе не получил, занимался самообразованием.
В детстве Эрик Вайс сменил несколько работ, дебютировав на публике в качестве девятилетнего воздушного гимнаста, называя себя «Эрих, принц воздуха». В юности он также был чемпионом в беге по пересеченной местности. В 1892 году принял псевдоним Гудини в честь французского фокусника Робер-Удена (фр. Jean-Eugène Robert-Houdin), фамилию которого он прочитал в соответствии с правилами английского, а не французского языка. Позже к фамилии добавилось имя Гарри в честь Гарри Келлара, хотя, по свидетельствам близких, уже в детстве друзья называли его Эри (Ehrie) или Гарри (Harry).
В 1894-м женился на Элизабет «Бесс» Ранер (1876—1943 гг), дочери немецких эмигрантов, ставшей его подругой и помощницей.
Первоначально гастролировал по США вместе с братом. В ранней карьере Гудини преобладали номера по самоосвобождению от наручников и из резервуаров с водой. В рекламных целях он практиковал эффектные трюки, которые могли быть засвидетельствованы целыми толпами. Так, однажды он был подвешен в мешке к карнизу небоскрёба, но успешно освободился. В другой раз прошёл[уточнить] на глазах множества зрителей через кирпичную стену. В 1903 году был сброшен с моста в Темзу закованным в наручники и кандалы с 30-килограммовым шаром, но через несколько минут всплыл, размахивая наручниками. Во время тура по Европе в 1900 г. Гудини поразил Лондон номером «Исчезновение живого слона», который был им воспроизведён на нью-йоркском ипподроме в 1918 г.
Летом 1903 года в Москве, на открытой сцене летнего сада Эрмитаж, Гудини, будучи запертым в арестантской карете, высвобождался из неё, на глазах у публики. В гастролях по России 1908 года демонстрировал самоосвобождение из камеры смертников в Бутырской тюрьме и Петропавловской крепости. Маг также выступал и в тюрьмах Вашингтона. Как описывают этот трюк авторы книги «От магов древности до иллюзионистов наших дней»: «Запертый в камере тюрьмы, облачённый в арестантскую одежду, он через две минуты вышел, открыл двери соседних камер и, шутки ради, поменял местами заключённых. Затем проник в гардеробную и через пятнадцать минут после того, как был заперт, появился в караульном помещении переодетым в свой костюм».
C возрастом постановочные трюки давались Гудини всё сложнее. Даже после удачных выступлений он не раз попадал в больницу. С 1910 г. он стал сниматься в кино. В том же году поставил номер по освобождению из жерла пушки за считанные секунды до того, как сработает запал. Заинтересовавшись авиацией, он приобрёл биплан и совершил первый в истории полёт над Австралией. Он также сблизился с бывшим президентом США Теодором Рузвельтом. Появились слухи, что Гудини связан с американскими спецслужбами и со Скотленд-Ярдом.
В зените славы Гудини зарабатывает огромные деньги. В 1920-х годах газеты писали, что его жалованье почти вдвое больше, чем у президента США. Страх закончить жизнь в нищете, как это было с его отцом, не оставлял его. Гудини совсем не умел обращаться с деньгами: он трясся над каждым центом и в то же время тратил огромные суммы на картины и книги. Посылал чеки старикам, подавал золотые монеты нищим, давал благотворительные концерты в больницах, детских домах и для заключённых в тюрьмах.
Гудини прошёл масонское посвящение 17 июля 1923 года в нью-йоркской ложе «St. Cecile» № 568. Очень быстро (31 июля 1923 года) был посвящён в степень подмастерья, и 21 августа того же года стал мастером-масоном.
После смерти матери Гудини Сесилии Штайнер в 1913 году Артур Конан Дойл убедил артиста провести спиритический сеанс по вызову её духа со своей женой в качестве медиума. Гудини как профессиональный иллюзионист счёл происходящее фарсом, однако Дойл до поры просто отказывался воспринимать его критику. К началу 1920-х Гудини был серьёзно обеспокоен тем, что под влиянием популярного в те годы спиритизма многие иллюзионисты стали маскировать свои трюки видимостью общения с потусторонними силами. В сопровождении переодетого в штатское констебля Гудини стал инкогнито посещать спиритические сеансы для того, чтобы разоблачать шарлатанов, и заметно преуспел в этом. Последствием стал разрыв и ожесточенная полемика со старым товарищем, Артуром Конан Дойлем, который был убеждённым приверженцем спиритизма и почитал Гудини за очень сильного медиума.
В феврале 1926 г. выступил на слушаниях в Конгрессе по поправке к уголовному уложению столичного округа Колумбия, каравшую лже-предсказателей штрафом или тюремным заключением.

### Смерть
Во время гастролей в Монреале в гримёрку к 52-летнему Гудини вошли трое студентов, один из которых, Гордон Уайтхед, был боксером. Он спросил Гудини, действительно ли тот способен выдержать несколько сильных ударов в живот, ничего при этом не почувствовав. Гудини, погружённый в свои мысли, кивнул, и студент неожиданно нанёс артисту два или три удара. Гудини еле остановил его: «Подождите, мне надо подготовиться», после чего напряг пресс — «Вот, теперь можете бить». Студент ударил пару раз и почувствовал железный брюшной пресс Гудини. Несколько дней Гарри не обращал внимания на усиливающуюся боль в области живота. Во время выступления в Детройте иллюзионист упал прямо на сцене, и его пришлось госпитализировать. У Гудини был диагностирован разрыв аппендикса, в результате которого развился перитонит. Врачи прогнозировали скорую смерть, но иллюзионист продержался больше недели, что очень долго для такого заболевания, если учесть тот факт что антибиотики тогда еще не получили широкого применения в медицине. 31 октября 1926 года Гарри Гудини умер в Детройте, его тело было доставлено в Нью-Йорк и похоронено в бронзовом коробе, который он использовал для своих трюков.
Неясно, являются ли удары студента прямой причиной смерти Гудини. Связь между тупой травмой живота и аппендицитом не выявлена, но вполне вероятна. Предполагают, что Гудини не знал, что страдает аппендицитом, и мог принять боль в животе за боль, вызванную ударом. Возможно, если бы ему не нанесли эти удары в живот, он бы знал, что у него аппендицит, и принял соответствующие меры.
Студент, нанёсший удары, не понёс за это серьёзной ответственности.
После похорон появились неподтверждённые слухи о том, что фокусника отравили его завистники. Внучатый племянник Гудини Джордж Хардин (англ. George Hardeen) в 2007 году настаивал на необходимости эксгумации тела Гудини, придерживаясь гипотезы, что его знаменитый родственник стал жертвой умышленного заговора и был на самом деле отравлен ядом.

### Завещание
Спустя 100 лет со дня рождения Гудини (намеченная дата была 6 апреля 1974 года, так как данные о месте и дате рождения иллюзиониста противоречивы, а так же в Австро-Венгрии и в США был разный календарный стиль) должно было быть обнародовано его завещание, в котором будут раскрыты секреты его трюков. Многие газеты на первых полосах специально оставили место для экстренного сообщения о завещании. Но ни в указанный день, ни в любой последующий ни одна нотариальная контора и ни один нотариус не подтвердили факт существования самого завещания. Этот поступок иногда в шутку называют «последним фокусом Гудини».
- Гудини с матерью Сесилией Штайнер и женой Бесс (Элизабет) в 1907 году
- Гарри Гудини перед выполнением трюка с самоосвобождением, 1899 год
- Плакат 1919 года, анонсирующий фильм с Гудини в главной роли
- Обложка журнала Weird Tales за апрель 1924 года с анонсом рассказа Гарри Гудини
- Могила Гарри Гудини

## Премия Гарри Гудини
В 2015 году в России была учреждена премия имени Гарри Гудини, призванная привлечь внимание общественности к проблеме некритичного восприятия заявлений о существовании паранормальных явлений и сверхспособностей.

## В искусстве

### Музыка
- Британская певица Кейт Буш назвала именем иллюзиониста одну из своих песен в альбоме The Dreaming.
- Сладж-метал группа Melvins назвала свой пятый студийный альбом Houdini.
- Поп-певица Дуа Липа назвала именем иллюзиониста один из своих синглов.
- Рэп исполнитель Эминем назвал именем иллюзиониста ведущий сингл своего 12 студийного альбома.

### Кинематограф
1. 1953 — «Гудини» (в роли Гудини: Тони Кёртис)
2. 1976 — «Великий Гудини» (в роли Пол Майкл Глейзер)
3. 1981 — «Рэгтайм» (в роли Джеффри ДеМанн)
4. 1987 — «Молодой Гарри Гудини» (в роли Уил Уитон)
5. 1997 — «Волшебная история» (в роли Харви Кейтель)
6. 1998 — «Гудини» (в роли Джонатон Шек)
7. 2007 — «Смертельный номер» (в роли Гай Пирс)
8. 2007 — «Секрет Гудини» (Смешарики 96 серия)
9. 2008 — «Чудеса Гудини» (в роли Эрнест Боргнайн)
10. 2009 — «Расследование Мёрдока» (в роли Джо Диникол)
11. 2014 — «Гудини» (в роли Эдриен Броуди)
12. 2016 — «Гудини и Дойл» (в роли Майкл Уэстон)

Программы
1. Houdini - профессиональный программный пакет для работы с трёхмерной графикой; в основном используется для создания реалистичной анимации и эффектов для кино и игр.

## Фильмография
- Merveilleux Exploits du Célébre Houdini à Paris – Cinema Lux (1909) – в роли самого себя
- The Master Mystery[англ.] – Octagon Films (1918) –  Quentin Locke
- The Grim Game – Famous Players-Lasky/Paramount Pictures (1919) – Harvey Handford
- Terror Island[англ.] – Famous Players-Lasky/Paramount (1920) – Harry Harper
- The Man from Beyond[англ.] – Houdini Picture Corporation (1922) – Howard Hillary
- Haldane of the Secret Service[англ.] – Houdini Picture Corporation/Film Booking Offices of America (1923) – Heath Haldane